# 比格里弗鎮區 (密蘇里州傑佛遜縣)
比格里弗鎮區（英語：Big River Township）是位於美國密蘇里州傑佛遜縣的一個行政鎮區。

## 地方資料
比格里弗鎮區的面積為246.04平方千米，當中陸地面積為245.60平方千米，而水域面積為0.44平方千米。根據2020年美國人口普查的數據，當地共有人口6137人，而人口密度為每平方千米24.94人。